# Сухая Ольховатая (приток Ольховки)
Сухая Ольховатая — река в Луганской области, правый приток реки Ольховки (бассейн Северского Донца).

## География
Берёт начало к северу от села Новобулаховка. Впадает в Ольховку справа в черте посёлка Успенка; в этом же селе на реке расположено Успенское водохранилище.

## Интересные факты
Гидроним Сухая Ольховатая, бассейн которой с 2014 года полностью находится на территории, подконтрольной ЛНР, упоминается в фантастическом романе Глеба Боброва «Эпоха мертворождённых» 2007 года, пророчески предсказавшем вооружённый конфликт на юго-востоке Украины:
Сухая Ольховатая только летом «сухая», да и берега противотанковым рвом изгорбились.